# 桐乡县 (明朝)
桐乡县，浙江省旧县份，明朝宣德五年（1430年）置县。1993年，撤消县建立桐乡市。
明朝宣德五年（1430年），析崇德县东境募化、千金、保宁、清风、永新、梧桐六乡置桐乡县，设县治于梧桐乡凤鸣市（位于今桐乡市梧桐街道）。清朝时，隶属嘉兴府。民国元年（1912年）废嘉兴府，桐乡属钱塘道。民国16年废道制，直属浙江省政府。民国27年划属浙江省第二行政督察区。民国28年至民国36年属浙江省第十行政督察区。民国37年后属浙江省第一行政督察区。
1949年中华人民共和国成立后，桐乡隶属嘉兴专区。1958年11月，崇德县并入桐乡县。1970年，改嘉兴专区为嘉兴地区，桐乡县隶属嘉兴地区。1983年，撤销嘉兴地区，分设嘉兴市、湖州市，桐乡县隶属嘉兴市。1993年，撤消桐乡县建立桐乡市，隶属嘉兴市。